# Làuria (Cantal)
Làuria (en francès i oficialment Laurie) és un municipi francès situat al departament de Cantal i a la regió d'Alvèrnia-Roine-Alps.